# Kalevi Olin

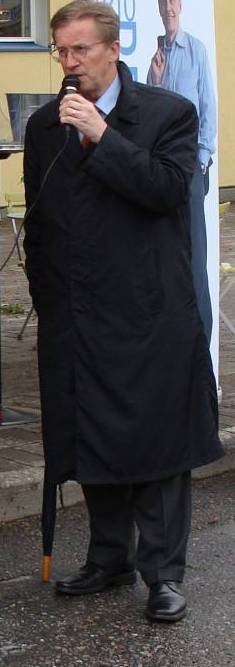
Kalevi Olin (2009)

Kalevi Anders Wilhelm Olin (* 5. Oktober 1945 in Pyhäjärvi Ul; † 26. Mai 2023) war ein finnischer sozialdemokratischer Politiker, Professor für die Sozialwissenschaften des Sports und Funktionär des Finnischen Arbeitersportverbands.

## Leben
Nach Gymnasium und Wehrdienst (Unteroffizier) studierte Olin Sport an der Universität Jyväskylä. Er schloss dieses Studium als Diplom-Sportlehrer ab und setzte sein Studium an der University of Illinois in Urbana-Champaign fort, wo er 1972 bei Günther Lüschen in der Sportsoziologie promovierte (Diss.: Personality Traits of College Students Participating in Recreational Sports, 1972). Zurück in Jyväskylä, arbeitete er sich in der Sozialwissenschaftlichen Abteilung der Sportfakultät vom Assistenten bis zum Professor hoch, ehe er 2005 emeritiert wurde.
Von 1980 bis 2011 war er für die Sozialdemokraten Mitglied im Stadtrat von Jyväskylä. Von 1998 bis 2011 war er Mitglied des Regionalparlaments von Mittelfinnland, von 1995 bis 2007 vertrat er die Sozialdemokratische Partei Finnlands als Mitglied des Finnischen Reichstags, von 2003 bis 2007 war er einer der Vertreter Finnlands im Europarat in Strasbourg. Er kandidierte ohne Erfolg für das Europaparlament.
Von 1983 bis 1995 war er der Vorsitzende des Regionalverbandes des Finnischen Arbeitersports (TUL), von 1995 bis 2007 der Vorsitzende von TUL Finnland. Von 1996 bis 2008 stand er als Präsident dem internationalen Arbeitersport (Confédération Sportive Internationale du Travail (CSIT)) vor, ehe er zum Ehrenpräsidenten gewählt wurde. Er hatte die Aufgabe, den internationalen Arbeitersport in eine Breitensportorganisation zu verwandeln, die sich immer mehr von ihren Wurzeln in den Arbeiterparteien und Gewerkschaften löst. Genau wie auch bereits der Finnische Arbeitersportverband Vorreiter der Öffnung für bürgerlichen Breiten- und Amateursport gewesen war, so führte Kalevi nun als Sozialwissenschaftler Mitgliederbefragungen durch, um eine breite Basis für den Transformationsprozess weg von der exklusiven Bindung an die Arbeiterbewegung, hin zu einem allgemeinen Breitensport in breitem Konsens zu finden.